# Dwight Winenger
Dwight Winenger (* 6. Juni 1936 in Argos/Indiana) ist ein US-amerikanischer Komponist, Maler und Bildhauer.
Winenger arbeitete zunächst als Filmvorführer. Er studierte an den Famous Artists Schools in Westport, Connecticut und bis 1959 am Indiana State Teachers College. Postgraduiertenstudien absolvierte er an der Indiana State University (1970) und der Montana State University (1986–90). Seine wichtigsten Lehrer waren Arthur D. Hill und Joseph Gremelspacher (Musik) und Elmer J. Porter (Kunst).
Er unterrichtete an der Indiana State University und der Wiley High School in Terre Haute, Indiana und arbeitete dann für das Creative Designs Advertising Art Studio in Indiana. Danach kehrte er zur Lehrtätigkeit an der Tyner High School zurück und wurde Supervisor für den Kunstunterricht an den Plymouth Community Schools und Mitglied des Governor's Committee for the Fine Arts in Indiana. In den 1960er Jahren terrichtete er in Colorado und Montana und war mehrere Jahre Präsident des Kunstdepartments der C.M. Russell High School in Great Falls.
Bereits seit seiner Studienzeit betätigte sich Winenger als Komponist und Maler. Neben kammermusikalischen Werken für Freunde entstand seine Breeze for Band, die Symphonic Wind Ensemble der University of Indiana aufgeführt wurde. In den 1960er Jahren komponierte er u. a. zwei Sinfonien und wurde mit dem Olivet National Set Design Award ausgezeichnet. 1973 zog er sich von der Lehrtätigkeit zurück und ging zunächst nach New York, später nach Kalifornien. Hier erhielt er die Zulassung als Lehrer für Bildende Kunst und angewandte Technologie am Community College System, unterrichtete am College of the Desert Symphony und dirigierte das Chamber Orchestra of the Desert.
Auf Anregung Arnaldo Trujillos und anderer Musiker gründete er die Minuscule University Press, Inc., bei der er die Vierteljahreszeitschrift Living Music für Neue Musik herausgab. Aus der Minuscule University Press ging 1995 die The Living Music Foundation hervor, die Winenger bis 2000 leitete. Danach wirkte er weiter als Herausgeber von Living Music.

## Werke
- Breeze for Band, 1957
- Double Bass Trio, 1957, 1992
- Second Psalm für Sopran und Klavier, 1966, 1999
- Concerto For Double Bass, 1981
- "A Small Symphony For Small Orchestra" Symphony No. 3, 1982
- In Search Of the Natural Man für Kammerorchester (mit Solo-Improvisationen), 1984
- Intervallic Etude für acht Flöten oder Flötenchor, 1984
- "The Pantagruelian Annals" A good-humored history of music in the Western World für Streicher und Klavier, 1984
- Phonistic Numerals - String Quartet No. 2, in the Chromatic Key of B, 1984, 1997
- "Narrowing Circles" Symphony No. 4, 1985
- Modal Disentanglements on Popular Tunes für Klavier, oder zwei Trompeten und Bassposaune oder Klarinette, Oboe und Fagott
- Not Vivaldi für zwei Violinen, kleines Orchester und Cembalo (als "Vivaldi Sandwich" mit Sätzen aus Vivaldis c-Moll-Violinkonzert), 1988
- The Raven, a reading for trombone, 1990
- "Recurrent Ordinals" Nightmare for assorted instruments and alarm clock, 1990
- Somber Cotillion (The Diplomacy of Terror) für Blasorchester, 2002
- Structural Variations On Two Obscure Themes für Cello solo

## Weblink
- Homepage von Dwight Winenger

## Quelle
- Vox Novus - Dwight Winenger

| Personendaten    | Personendaten               |
| ---------------- | --------------------------- |
| NAME             | Winenger, Dwight            |
| KURZBESCHREIBUNG | US-amerikanischer Komponist |
| GEBURTSDATUM     | 6. Juni 1936                |
| GEBURTSORT       | Argos (Indiana)             |